# Sirukun
Sirukun is een bestuurslaag in het regentschap Banjarnegara van de provincie Midden-Java, Indonesië. Sirukun telt 1799 inwoners (volkstelling 2010).